# Rätzlingen, Börde
Rätzlingen este o comună în landul Saxonia-Anhalt, Germania.